# سبويرتا
بلدية سبويرتا (بالإسبانية: Sopuerta)‏ هي بلدية تقع في مقاطعة بيسكاي, التي تقع في منطقة الباسك شمالي إسبانيا.

## أعلام
- دانييل روز
- فرنسيسكو سيبيدا
- فرنسيسكو دي غاراي

## وصلات خارجية
- (بالإسبانية)